# Polygala doerfleri
Polygala doerfleri là một loài thực vật có hoa trong họ Polygalaceae. Loài này được Hayek miêu tả khoa học đầu tiên năm 1918.